# Neckarweihingen

Neckarweihingen im Norden des Stadtgebiets

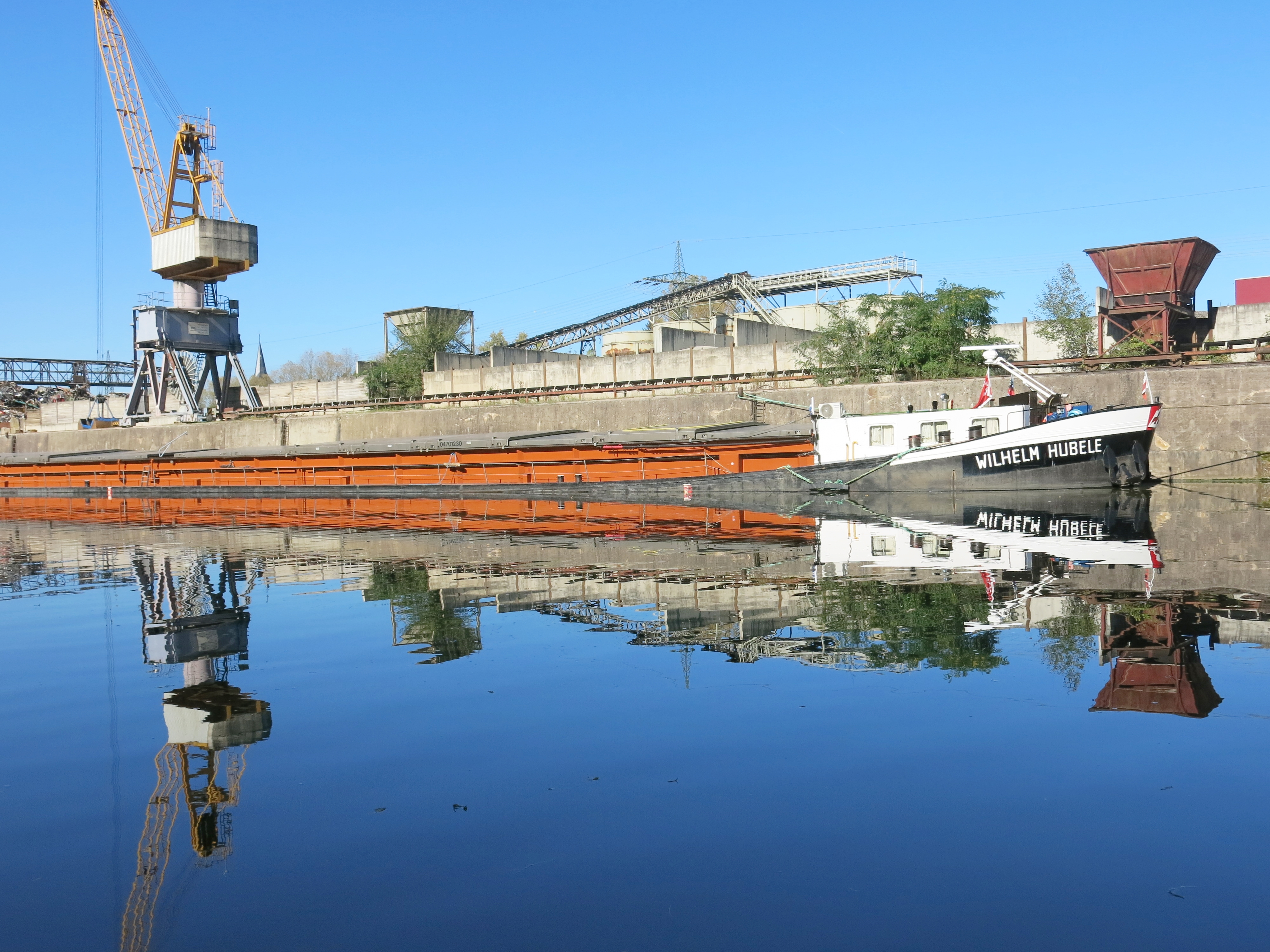
Hafenbetrieb mit Betonwerk und Wertstoffhof

Neckarweihingen ist ein Stadtteil der Kreisstadt Ludwigsburg, der am 1. Januar 1974 eingemeindet wurde.

## Geographische Lage
Neckarweihingen liegt nordöstlich der Kernstadt am rechten Neckarufer und ist von einer Neckarschleife umgeben. Im Norden und Nordosten grenzt Neckarweihingen an Marbach am Neckar, im Osten an Poppenweiler, im Süden an Oßweil und Ludwigsburg-Ost und im Westen an Hoheneck. Neckarweihingen liegt etwa 15 Kilometer entfernt von der Stuttgarter Innenstadt.

## Geschichte

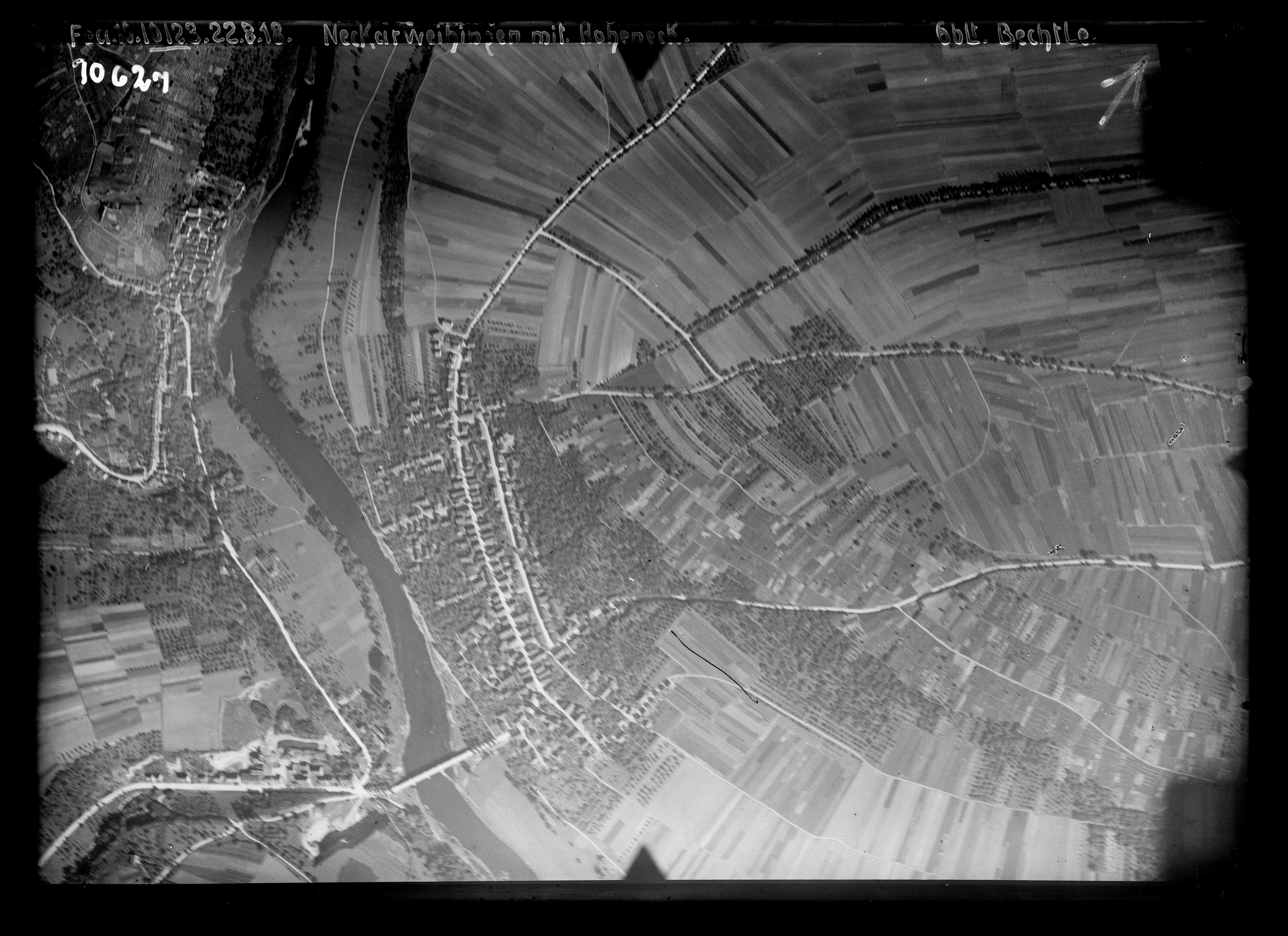
Luftbild von Neckarweihingen, August 1918

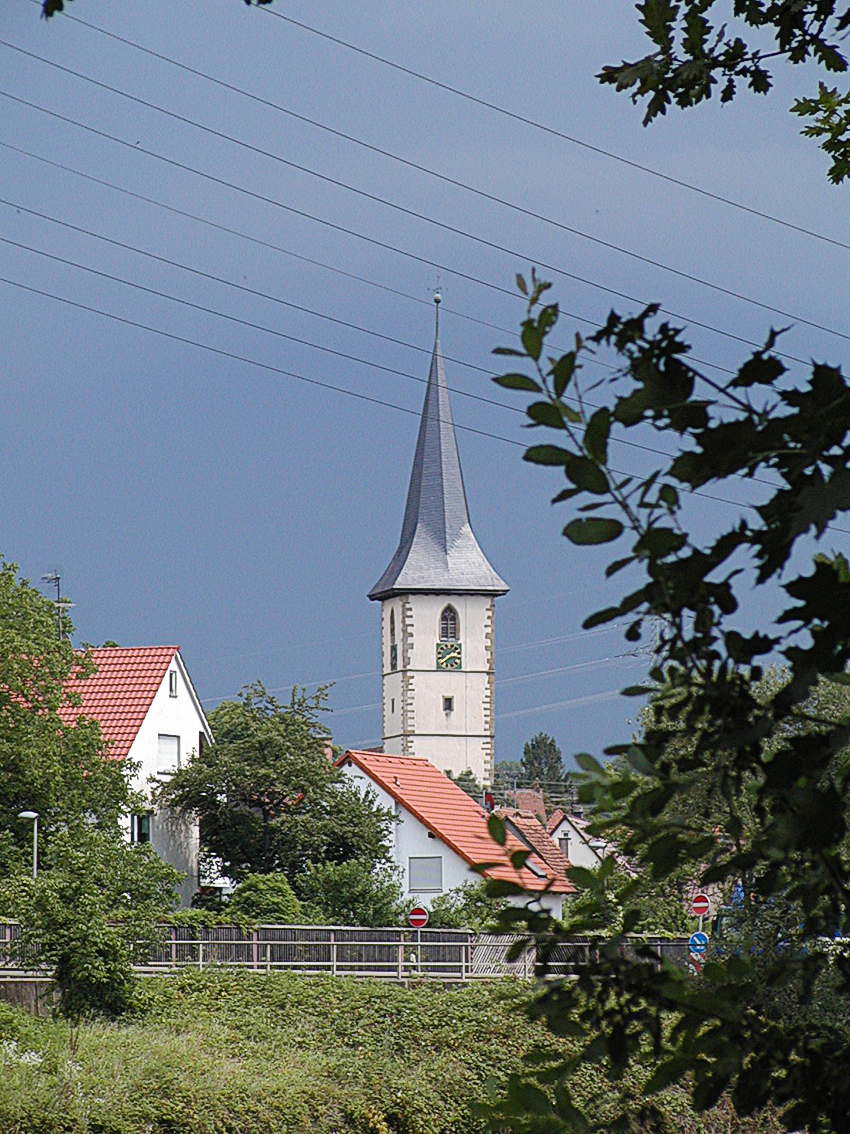
Die Laurentiuskirche am Neckar

Die erste gesicherte urkundliche Erwähnung Neckarweihingens stammt aus dem Jahre 1291; darin ist von einer Pfarrei de Wihingen und dem Neckar die Rede. Ältere Nennungen eines Hofes (curia) in Weihingen (Wihigin/Wihingen) aus den Jahren 1271 bzw. 1275 wurden in der Forschung hingegen mit Fragezeichen versehen, da sie sich auch auf Enzweihingen beziehen könnten. Man nimmt an, dass das Dorf durch die enge Verbindung zu Hoheneck zur Markgrafschaft Baden gehörte und 1360 an die Grafschaft Württemberg kam. Den Ort bewohnten überwiegend Weinbauern und Fährleute. Im Jahr 1634 wurde das Dorf während des Dreißigjährigen Krieges weitgehend zerstört. Auch im Pfälzer Erbfolgekrieg 1693 kam es zu Zerstörungen. Während des Baus der Residenz Ludwigsburg wurde 1722 in Neckarweihingen eine hölzerne Brücke über den Neckar gebaut.
Im 19. Jahrhundert wurde der Ort ausgebaut. Unter anderem entstanden ein Schulhaus und zwei Backhäuser. 1862 wurde die alte Holzbrücke abgebrochen und durch eine steinerne Brücke ersetzt, sie wurde im Zweiten Weltkrieg von der Wehrmacht gesprengt. Provisorisch durch eine Holzkonstruktion repariert, machte sie 1955 einer Spannbeton-Brücke Platz, an deren Gestaltung Paul Bonatz mitwirkte. Von 1911 bis 1926 war Neckarweihingen durch die Ludwigsburger Oberleitungs-Bahnen mit Ludwigsburg verbunden, deren Haltestelle "Neckarbrücke" befand sich allerdings am gegenüberliegenden Neckarufer. 1957 wurde das neue Rathaus eingeweiht. In den 1960er Jahren fielen viele alte Gebäude, auch das alte Rathaus, der Ortssanierung zum Opfer. Im Zuge der Gemeindereform wurde Neckarweihingen am 1. Januar 1974 nach Ludwigsburg eingemeindet.

## Wappen und Flagge
Das Neckarweihinger Wappen zeigt in Gold unter einer liegenden schwarzen Hirschstange einen vierbeinigen bestielten, mit Stiel und Ring nach oben weisenden schwarzen Rost.
Das Wappen wurde der ehemaligen Gemeinde zusammen mit einer schwarz-gelben Flagge am 25. Januar 1958 verliehen. Die Hirschstange verweist auf die Zugehörigkeit zu Württemberg, der Rost ist das Attribut des Neckarweihinger Kirchenheiligen Laurentius.

## Sehenswürdigkeiten
- Evangelische Laurentiuskirche
- Friedrich-von-Keller-Schule, erbaut 1966 nach Entwurf von Günter Behnisch
- Kiesranzenbrunnen
- Schutzgebiet Neckarbiotop Zugwiesen mit Naturbeobachtungsturm „Storchennest“. Renaturierte Uferzone am Westufer des Neckars oberhalb der Staustufe Poppenweiler.[10]

## Sport
- Kraftsportverein Ludwigsburg-Neckarweihingen e. V. (KSV Neckarweihingen)
- Rad- und Kraftfahrverein Neckarweihingen 1906 e. V. (RKV-06 Neckarweihingen)
- Turnverein Neckarweihingen 1899 e. V. (TVN)

Neben den nahe am Neckar liegenden Sport- und Tennisanlagen des TVN und der dortigen schulisch und von Vereinen genutzten Sporthalle mit angebautem Lehrschwimmbecken, sowie einer in der Au liegenden Sporthalle (RKV-06) nebst Rollkunstlauf-Freibahn, gibt es an der Friedrich-von-Keller-Schule eine weitere Sporthalle für den Schul- und Vereinsbetrieb.

## Bildung
Die Friedrich-von-Keller-Grundschule wurde nach dem Maler Friedrich von Keller benannt. 
Ferner befinden sich zahlreiche Kindergärten wie z. B. der katholische Kindergarten Sonnenhaus im Ort.
Seit 1978 gibt es den außerschulischen Lernort Robinsonspielplatz Neckarweihingen.

## ÖPNV Anschluss
| Linie | Linienverlauf                                                                 | Durchquerende Haltestellen in Neckarweihingen | Betreiber |
| ----- | ----------------------------------------------------------------------------- | --- | --------- |
| 421   | Neckarweihingen – Ludwigsburg ZOB – Oststadt – Oßweil-Süd                     | Immanuel-Dornfeld-Straße, Scholppenäcker (nur in Richtung Oßweil), Hohenrainstraße (nur in Richtung Oßweil), Wendeplatte, Hauptstraße 99, Lechtstraße                           | LVL Jäger |
| 421A  | Neckarweihingen – Schloss Favorite – (Ludwigsburg ZOB –) Bildungszentrum West | Immanuel-Dornfeld-Straße, Scholppenäcker, Hohenrainstraße, Wendeplatte, Hauptstraße 99, Lechtstraße                                                                             | LVL Jäger |
| 428   | Neckarweihingen-Au – Neckarweihingen                                          | Hermann-Hesse-Straße, Otto-Hahn-Straße, Lechtstraße (nur in Richtung Nwh.), Hauptstraße 99 (nur in Richtung Nwh.), Wendeplatte (nur in Richtung Nwh.), Immanuel-Dornfeld-Straße | LVL Jäger |
| 429   | Neckarweihingen-Au – Untere Stadt – Ludwigsburg ZOB (– Kornwestheim W&W)      | Hermann-Hesse-Straße, Otto-Hahn-Straße | LVL Jäger |
| 430   | Poppenweiler – Neckarweihingen – Ludwigsburg ZOB – Heilbronner Straße         | Peter-Hebel-Straße, Lechtstraße | LVL Jäger |
| 430A  | Poppenweiler – Neckarweihingen – Ludwigsburg ZOB                              | Peter-Hebel-Straße, Lechtstraße | LVL Jäger |
| 443   | Marbach (N) – Neckarweihingen – Ludwigsburg Klinikum – ZOB                    | Immanuel-Dornfeld-Straße (in Richtung Ludwigsburg nur Ausstieg möglich) | FMO       |
| N41   | Ludwigsburg ZOB – Eglosheim – Neckarweihingen – Hoheneck – Ludwigsburg ZOB    | Immanuel-Dornfeld-Straße, Wendeplatte, Hauptstraße 99, Lechtstraße | LVL Jäger |

## Wirtschaft und Infrastruktur

### Verkehr
Neckarweihingen ist über die Neckarbrücke und die Marbacher Straße mit dem restlichen Teil Ludwigsburgs verbunden. Es wurde schon mehrfach über eine Sanierung der Brücke nachgedacht, da diese sanierungsbedürftig ist. Die Sanierung wurde jedoch aus Kostengründen Jahr für Jahr verschoben. Von März 2017 bis Ende Juni 2018 wurde die 1955 gebaute Brücke saniert. Über die L 1100 ist Neckarweihingen direkt mit Marbach am Neckar verbunden.

#### Kraftfahrzeugfreie Neckarüberwege

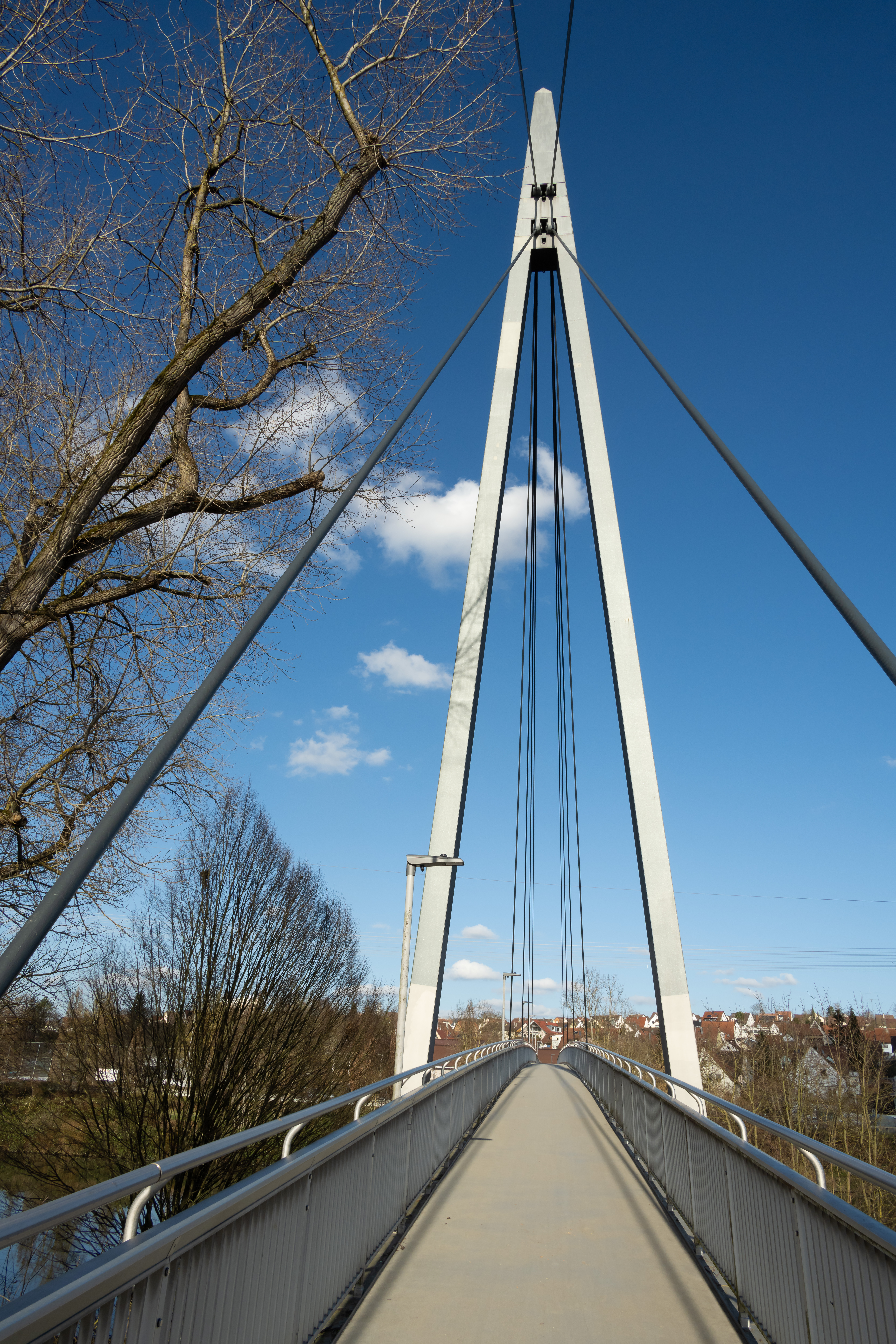
Lucien-Tharradin-Brücke zwischen den Ludwigsburger Stadtteilen Hoheneck und Neckarweihingen

Westlich der Neckarbrücke können Fußgänger und Radfahrer den Neckar auch über die Lucien-Tharradin-Brücke nach Hoheneck überqueren, um zur Schiffsanlegestelle Ludwigsburg-Hoheneck des Neckar-Käpt'n, eines Flusskreuzfahrtschiffes oder zum dort gelegenen Heilbad zu gelangen.
Östlich davon können Spaziergänger und Radfahrer den Weg auf der breit ausgebauten Staustufe Poppenweiler nutzen – beispielsweise um zum Freibad am gegenüberliegenden Neckarufer, oder zur Naherholung in den renaturierten Uferbereich des Schutzgebiets Neckarbiotop Zugwiesen zu gelangen.

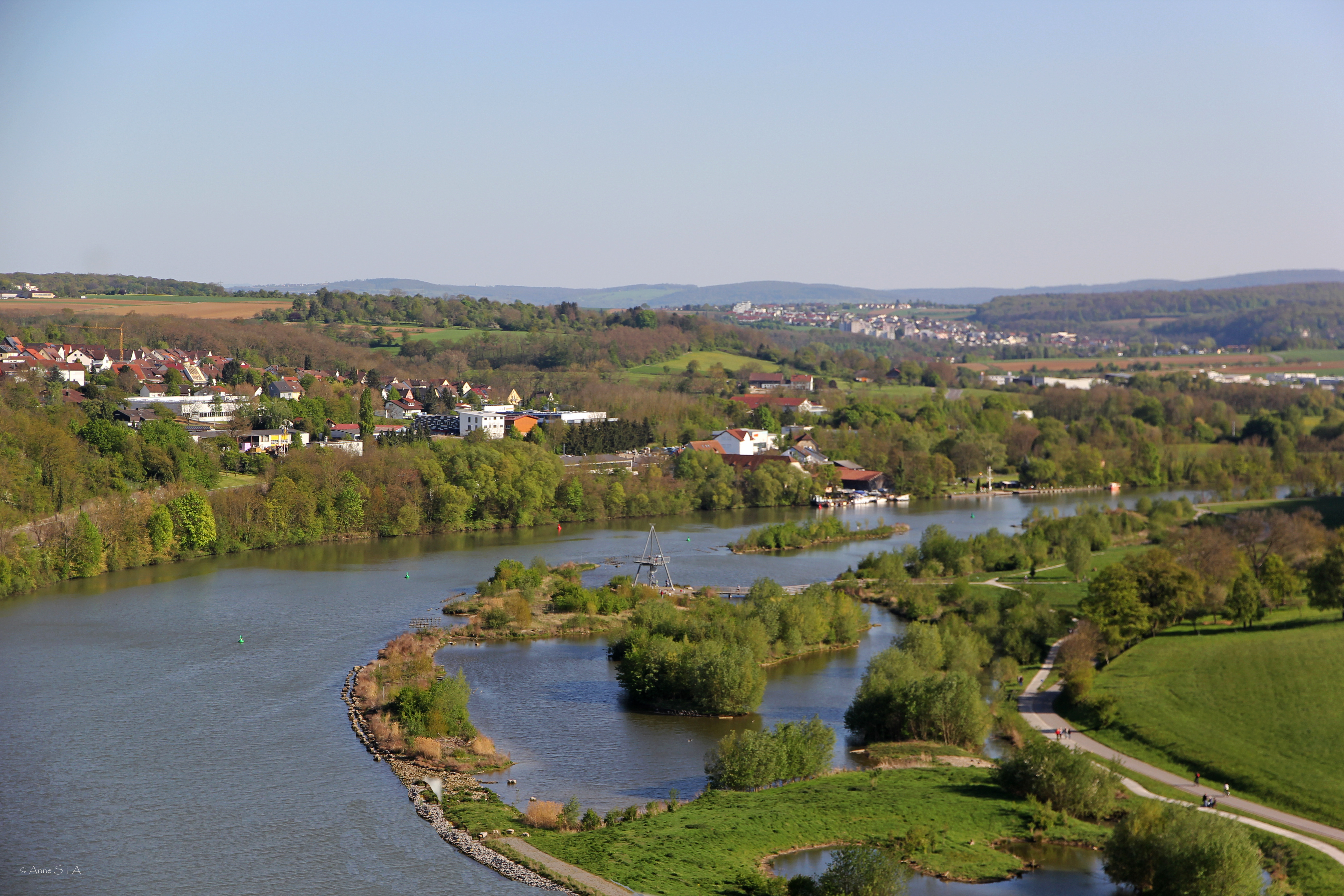
Schutzgebiet Neckarbiotop Zugwiesen, Pilotprojekt zwischen Neckarweihingen und Poppenweiler - 2012, IKoNe (Integrierende Konzeption Neckar-Einzugsgebiet)

### Ansässige Unternehmen
Folgende Unternehmen haben ihren Hauptsitz in Neckarweihingen:
- Die Jetter AG, ein Hersteller von speicherprogrammierbaren Steuerungen (SPS).
- Die Deutsche Vortex GmbH & Co. KG, ein Hersteller von Brauchwasser- und Heizungspumpen und Mitglied der Grundfos-Gruppe.
- Die Heidelberg Postpress Deutschland GmbH, ein Hersteller von Falzmaschinen und Tochter der Heidelberger Druckmaschinen AG.
- Die Leopold Verpackungen GmbH mit Hauptverwaltung und einem Werk. Leopold ist ein Hersteller für Verpackungen in Deutschland und Europa.

## Feste

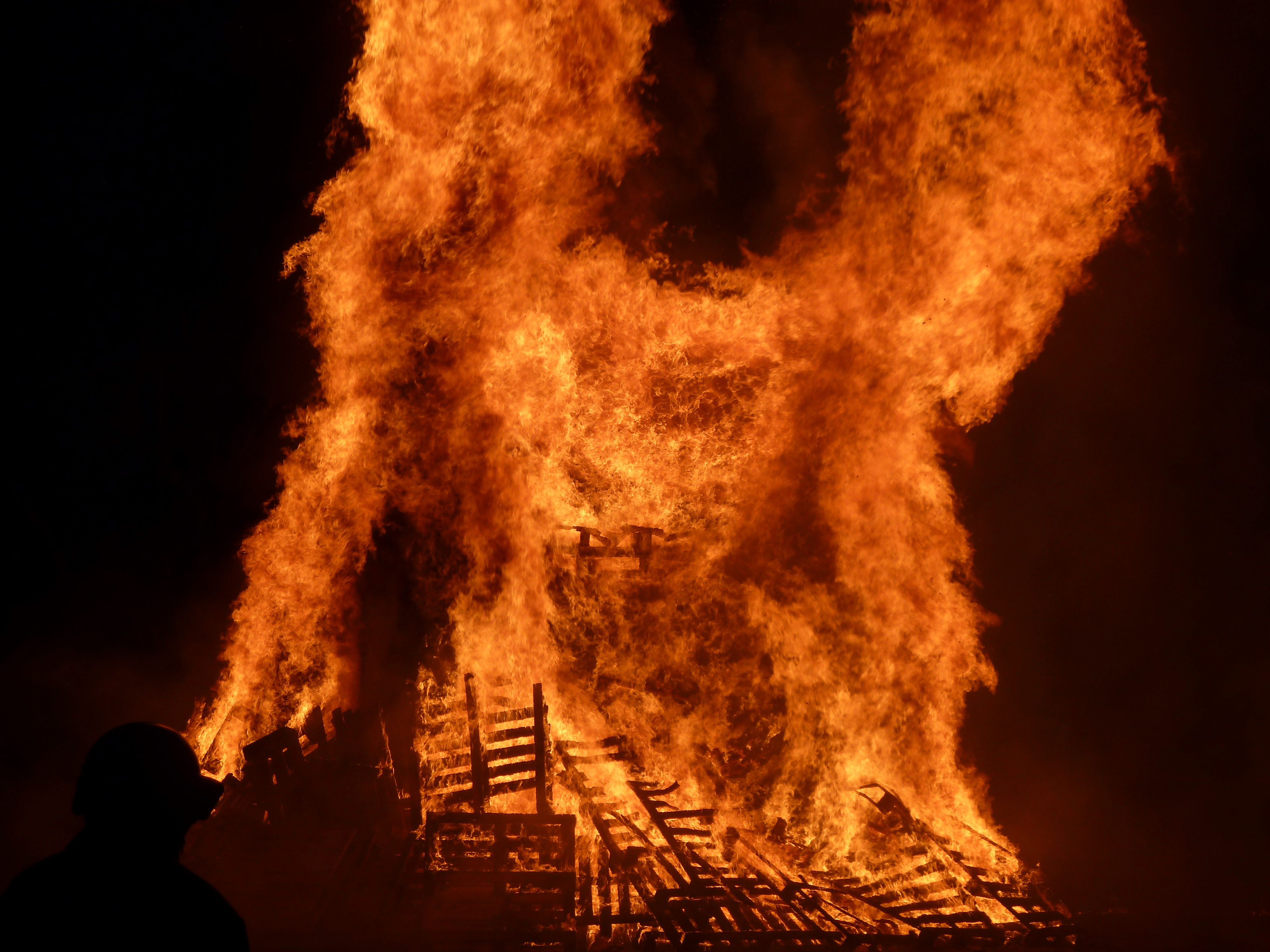
Sonnwendfeuer im Juni 2011

- Großer Fasnetsumzug: in der Regel im Februar mit über 80 teilnehmenden Gruppen und bis zu 20.000 Besuchern.
- Feuerwehrfest
- Sonnwendfeuer mit Jugendaktionstag
- Herbstferienprogramm der Vereine mit Herbstfest

## Persönlichkeiten
- Friedrich von Keller (1840–1914), Maler